# Cyflutryna
Cyflutryna – organiczny związek chemiczny, syntetyczny pyretroid, komercyjnie sprzedawany jako mieszanina 8 izomerów, jednak za aktywność biologiczną głównie odpowiada izomer (1R). Cyflutryna jest bardzo toksyczna dla ryb.